# The Miracle (singolo Queen)
The Miracle è un singolo del gruppo musicale britannico Queen, pubblicato il 27 novembre 1989 come quinto estratto dall'album omonimo.

## Descrizione
Il brano è tra i più complessi scritto da Mercury negli ultimi suoi anni di vita, ma a cui collaborarono in realtà tutti i quattro componenti. Mercury lo scrisse provando alcune melodie con il suo Korg M1, che suona anche nella versione finale. L'idea per la canzone è nata da Freddie Mercury e John Deacon, che hanno scritto la struttura di accordi di base per la canzone: 
(Freddie Mercury)
Il brano ha caratteristiche a metà tra il pop rock e la ballata melodica di tipica matrice "Queen" e presenta inoltre caratteristiche simili alle canzoni degli anni '70, tra cui la lunghezza (5'02"), la successione di accordi e la divisione in più sezioni diverse tra loro.
Il tema principale del brano è la pace nel mondo e la celebrazione delle creazioni dell'uomo. Anche se l'idea nacque Mercury e Deacon, il testo è frutto di un lavoro di gruppo. Brian May dichiarò che questa era una delle canzoni di Freddie Mercury che preferiva.

### Lato B
La b-side del singolo è una versione live di Stone Cold Crazy (brano uscito nel 1974 da Sheer Heart Attack) registrata durante il concerto al Rainbow Theatre del 19 novembre 1974 e una versione dal vivo di My Melancholy Blues registrata nel 1977 in concerto durante il News of the World Tour.

## Video musicale
Il video, registrato il 23 novembre 1989 dai Torpedo Twins, presenta quattro ragazzini – tra cui Ross McCall, allora sconosciuto, nei panni di Mercury – esibirsi come Queen. Durante il video, McCall appare vestito in quattro diversi "periodi" di Freddie: gli anni '70 (capelli lunghi e tutina a scacchi), primissimi anni '80 (baffi, giacca e pantaloni di pelle neri), 1985 (jeans azzurri e canottiera, la tenuta del Live Aid) e il Magic Tour del 1986 (la giacca di pelle gialla, pantaloni bianchi con strisce rosse su entrambi i lati e scarpe sportive, ad esempio utilizzati nel famoso concerto a Wembley). Gli stessi Queen appaiono solo verso la fine del video. Come narrato da Brian May nel documentario "Queen-Days of our lives", il ragazzino che interpretava Mercury visse alcune ore con lo stesso per coglierne gli aspetti particolari delle sue espressioni facciali, per una interpretazione il più fedele possibile del frontman.

## Tracce
Lato A
1. The Miracle – 5:03

Lato B
1. Stone Cold Crazy (Live at the Rainbow, London 1974) – 2:12
2. My Melancholy Blues (Live in Houston, Texas 1977) – 3:48